# Jim Campbell (dessinateur)
Jim Campbell (né en 1977) est un dessinateur de bande dessinée et illustrateur américain.

## Récompense
- 2016 : Prix Eisner de la meilleure publications pour enfants pour La Forêt de l'Étrange (avec Pat McHale et Amalia Levari)[réf. souhaitée]